# Jakob Maksimilijan Stepišnik
Jakob Maksimilijan Stepišnik (nemško Jakob Ignaz Maximilian Stepischnegg), slovenski škof, teolog in filozof, * 22. julij 1815, Celje, † 28. junij 1889, Maribor.

## Življenjepis
Oče mu je bil tesar Jurij po rodu iz Trnovelj pri Celju. Mati mu je bila Marija, rojena Plešnik, po rodu iz Letuša pri Braslovčah.
Teologijo je študiral v celovškem bogoslovju in v dunajskem Avguštineju. Duhovniško posvečenje je prejel 2. avgusta 1838. Med letoma 1839 in 1840 je bil kaplan v Novi Cerkvi, škofov tajnik v Šentandražu v Labotski dolini (1840–1847), konzistorialni svetnik in stolni kanonik v Šentandražu in po letu 1859 v Mariboru, profesor zgodovine cerkve in cerkvenega prava (1859–1862) na Visoki bogoslovni šoli v Mariboru. Od leta 1862 je bil stolni dekan v Mariboru.

## Škofovska služba
Po smrti škofa Antona Martina Slomška ga je salzburški nadškof Maximilian Joseph von Tarnóczy 21. decembra 1862 imenoval za škofa Lavantinske škofije. Škofovsko posvečenje je prejel 18. januarja 1863 v Salzburgu.
V škofijo je poklical šolske sestre, usmiljenke, magdalenke, frančiškane in trapiste ter poskrbel za gradnjo dijaškega semenišča v Mariboru. Sodeloval je na prvem vatikanskem koncilu (1869–1870) in leta 1883 sklical škofijsko sinodo. Do narodnostnega vprašanja je bil nevtralen. Pisal je dela s področju cerkvene zgodovine in apologetike. Umrl je leta 1889 v Mariboru.